# Harry Siljander
Harry Siljander (ur. 10 grudnia 1922 w Dobriczu, zm. 5 maja 2010 w Espoo) – bokser fiński, medalista olimpijski z Helsinek oraz uczestnik Igrzysk w 1948 roku.

## Letnie Igrzyska Olimpijskie 1948
Podczas Igrzysk w Londynie reprezentant Finlandii w pierwszej rundzie zmierzył się z reprezentującym Austrię Otto Michtitsem, z którym po decyzji sędziów wygrał. W drugiej rundzie czekał na niego reprezentant Belgii Vital L’Hoste, z którym również po decyzji sędziów zwyciężył. W rundzie ćwierćfinałowej na drodze Siljandera stanął reprezentant RSA George Hunter – późniejszy zwycięzca tych zawodów, który nie pozostawił złudzeń, kto jest lepszym zawodnikiem na ringu.
| Zawodnik        | Pierwsza runda        | Druga runda           | Ćwierćfinał           | Półfinał | Finał | Miejsce |
| --------------- | --------------------- | --------------------- | --------------------- | -------- | ----- | ------- |
| Harry Siljander | Otto Michtits Decyzja | Vital L’Hoste Decyzja | George Hunter Decyzja |          |       | 5       |

## Letnie Igrzyska Olimpijskie 1952
W trakcie Igrzysk w 1952 roku Siljander w pierwszej rundzie miał wolny los. Wynikiem 2:1 po wyrównanej walce z Dumitru Ciobotaru z Rumunii w drugiej rundzie pokonał go i awansował do ćwierćfinału. Tam czekał na niego Karl Kistner z Niemiec. Po emocjonującym pojedynku tych zawodników Siljanderowi udało awansować się do półfinału gdzie czekał na niego reprezentant Stanów Zjednoczonych Norvel Lee – przyszły mistrz zawodów, z którym przegrał 0:3.
| Zawodnik        | Pierwsza runda | Druga runda           | Ćwierćfinał      | Półfinał       | Finał | Miejsce |
| --------------- | -------------- | --------------------- | ---------------- | -------------- | ----- | ------- |
| Harry Siljander | wolny los      | Dumitru Ciobotaru 2:1 | Karl Kistner 2:1 | Norvel Lee 0:3 |       | 3       |